# Ellen Langer
Ellen Jane Langer (New York, 25 marzo 1947) è una psicologa statunitense, professoressa di psicologia presso la Harvard University.
I suoi studi sono stati dedicati principalmente alle teorie sulla mindfulness, vale a dire al potere della consapevolezza su benessere psico-fisico, autrice di una scala di valutazione che da lei prende il nome, molto utilizzata negli studi di psicologia positivista.
Il suo più influente studio, denominato Counterclockwise, pubblicato nel 2009, ha acceso l'interesse della scienza sui processi dell'invecchiamento in tutti gli Stati Uniti.

## Biografia
Ellen Langer è nata a New York nel quartiere del Bronx. Conseguita la laurea in Psicologia presso la New York University, perfezionò i suoi studi conseguendo un Ph.D. in Social and Clinical Psychology presso la Yale University nel 1974. Nel 1981, divenne la prima donna a conseguire una cattedra in psicologia presso l'Università di Harvard.

## Professione
Ellen Langer è famosa soprattutto per il suo contributo allo sviluppo della teoria del mindfulness. Langer è conosciuta come “mother of mindfulness,” termine da lei coniato nel suo primo libro pubblicato nel 1989, Mindfulness. Langer ha fornito grandi contributi nel campo della psicologia positivista. Langer ha pubblicato oltre 200 articoli e testi accademici.

### Primi studi
Langer ha condotto molteplici studi sui processi di rallentamento dell'invecchiamento. Uno studio dimostrò che stimolando negli anziani compiti gratificanti che impegnassero la memoria, era possibile ottenere un suo netto miglioramento. Un altro studio dimostrò come il semplice prendersi cura delle piante migliorasse la salute fisica e mentale, oltre ad innalzare l'aspettativa di vita. Tali studi furono alla base dello sviluppo della Langer Mindfulness Scale,.

### Lavori presso la Harvard University
Ellen Langer divenne nel 1981 la prima donna a conseguire una cattedra di psicologia presso l'Università di Harvard. Pur avendo iniziato i suoi studi durante gli anni di permanenza a Yale, solo dopo il conseguimento della cattedra ad Harvard le sue ricerche conseguirono un decisivo rilievo nella moderna psicologia. Langer ha fornito contributi importanti in numerose teorie relative al potere della consapevolezza sul rallentamento dei processi di invecchiamento.

### Contributi alla Psicologia Moderna
La Langer Mindfulness Scale è ampiamente usata nella ricerca psicologica moderna e i suoi studi sono citati in numerosi corsi universitari di psicologia in tutti gli Stati Uniti. Le sue ricerche sull'invecchiamento hanno fornito alla psicologia importanti contributi nel miglioramento delle strutture di assistenza per anziani e nel loro allestimento. Gli studi della Langer risultano importanti anche riguardo alle teorie sulla rimozione dei ricordi e sulla consapevolezza e hanno fornito le basi per gli studi tesi a individuare i comportamenti inconsapevoli e i processi decisionali negli individui. Langer è conosciuta come  “mother of mindfulness,” per i suoi contributi in questa branca della psicologia. I suoi sforzi sono finalizzati a migliorare la Langer Mindfulness Scale, oltre che in altre ricerche correlate.

## Premi
Nel 1980 ha ricevuto il Guggenheim Fellowship. Altri riconoscimenti includono the Award for Distinguished Contributions to Psychology in the Public Interest della American Psychological Association, il premio  Distinguished Contributions of Basic Science to Applied Psychology da parte della American Association of Applied and Preventive Psychology, il James McKeen Cattel Award, e il Gordon Allport Intergroup Relations Prize.

## Opere (selezione)
- Ellen J. Langer, Mindfulness, Reading, MA, Addison Wesley, 1989, ISBN 0-201-52341-8.
- Ellen J. Langer, The Power of Mindful Learning, Reading, MA, Addison-Wesley, 1997, ISBN 0-201-33991-9.
- Ellen J. Langer, On Becoming an Artist, New York, Ballantine Books, 2005, ISBN 0-345-45629-7.
- Ellen J. Langer, Counter clockwise: mindful health and the power of possibility, New York, Ballantine Books, 2009, ISBN 978-0-345-50204-9.